# Akeem King
Akeem King (Visalia, 29 agosto 1992) è un giocatore di football americano statunitense che milita nel ruolo di cornerback per i Seattle Seahawks della National Football League  (NFL).

## Carriera

### Atlanta Falcons
King al college giocò a football alla San José State University dal 2014 al 2016. Fu scelto nel corso del settimo giro (249º assoluto) del Draft NFL 2015 dagli Atlanta Falcons. Vi giocò per due stagioni, la seconda delle quali la perse però quasi interamente per un infortunio al piede, non potendo scendere in campo nel Super Bowl perso dai Falcons contro i New England Patriots.

### Seattle Seahawks
Il 13 settembre 2017, King firmò con la squadra di allenamento dei Seattle Seahawks. L'8 settembre 2018 fu promosso nel roster attivo.

## Palmarès
- National Football Conference Championship: 1

Atlanta Falcons: 2016